# Onslow (Iowa)
Pour les articles homonymes, voir Onslow.
Onslow est une ville du  comté de Jones, en Iowa, aux États-Unis. Elle est fondée en 1871 et incorporée le 20 juin 1888.

## Source de la traduction
- (en) Cet article est partiellement ou en totalité issu de l’article de Wikipédia en anglais intitulé « Onslow, Iowa » (voir la liste des auteurs).